# Écluse de Heale

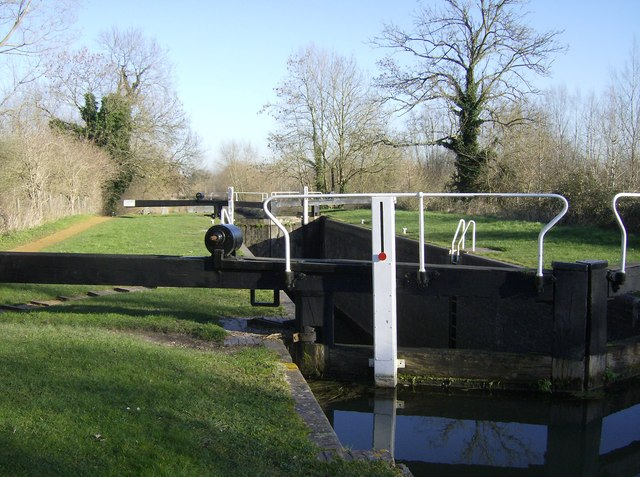
Écluse de Heale

L'écluse de Dun Mill est une écluse sur le canal Kennet et Avon, située entre Thatcham et Woolhampton, dans le Berkshire, en Angleterre.
L'écluse de Dun Mill a été construite entre 1718 et 1723 sous la supervision de l'ingénieur John Hore de Newbury. Le canal est administré par la British Waterways. L'écluse a une hauteur d'eau de 2,72 m (8 pi 11 po) et était à l'origine une écluse aux bas-côtés en gazonné, mais a été reconstruite suivant un schéma conventionnel à la fin des années 1980.